# 諏訪神社 (中津川市山口)
諏訪神社（すわじんじゃ）は、岐阜県中津川市山口に鎮座する神社。
信濃国の諏訪大社から勧請して創建された神社で、御神体は鏡、社紋は梶の葉である。

## 祭神
主神
- 建御名方神

配神
- 伊弉諾命
- 伊弉冉命
- 木花咲耶姫
- 倉稲魂命
- 豊受姫命
- 大山祇命
- 素戔嗚尊
- 大己貴命
- 火産霊神
- 猿田彦命

## 歴史
現存する棟札に、慶長16年(1611年)に修復したことが記されているので、それ以前に創建されたことは明らかである。
社叢の目通しが周囲8mの老杉があり、その由緒の古さを物語っている。
棟札によると、現在の社殿は、文化4年(1801年)に再建されたもので、宮ノ越宿の宮大工の 中村傳左衛門善重の作とある。
総欅造の本殿は、流れ造りの二面二間で、鷲、鶴、龍、鯉、仙人、高砂の姥などの精巧華麗な彫刻が施されている。
明治5年(1872年)1月に旧村社となり、明治41年(1908年)7月には、旧村社の猿投神社を合祀した。
明治42年(1909年)、神社統合によって、伊弉諾命・伊弉冉命・木花咲耶姫・豊受姫命・素戔嗚尊・大己貴命・火産霊神・猿田彦命などの神々が合祀された。
戦前までは、神饌幣帛料供進神社として祭祀を執行してきたが、
昭和21年(1946年)の神道指令により、宗教法人として運営されている。
かつて社地には、推定樹齢400年という杉の大木があった。その廻りは3.8m余、長さは53m余であったが、
昭和40年(1965年)9月、国道19号線の拡幅工事の際に切り倒された。
当地は元は、長野県木曽郡山口村であったが、平成17年(2005年)2月13日に岐阜県へ越県合併したため、現在は岐阜県中津川市山口となっている。
平成5年(1993年)6月3日、山口村教育委員会によって諏訪神社本殿が有形文化財に指定されたが、現在は岐阜県中津川市の有形文化財に指定されている。

## 祭礼
例祭は、7月26日と7月27日に固定されており、7月27日が本祭で花馬祭り(山車)が行われている。
7月20日になると山口村の中で当番が当たった二つの集落が花馬に付ける花作りを担当する。
享保2年(1717年)に田立村の南宮神社で花馬祭りを斎行した記録が有り、周辺地域の神社も相次いで花馬祭りを行うようになったことから、この頃から始められたと考えられる。
花はキクとススキを模り、一軒に一本づつ行き渡るように家の数だけ作る。花は祭りの後に家に持ち帰って畑の虫除けに立てた。花作り以外の集落は、神社周辺の掃除と馬場作りを行う。
祭の2日間は、小学校4～5年生の女子によって舞が奉納されるが、この舞作法は、馬籠荒町の宮口茂穂神官から習い受けたものを毎年後輩に伝えて今日に至ったもので、舞の際に演奏される奏楽とともに継承されてきたものである。
太平洋戦争の終戦以前は、7月26日と7月27日の両日とも祭りの行事は、その年の徴兵検査にあたる若者によって執り行われていた。
御神体は、これらの若連が奏でる奏楽の中を、神官を従えて出御する。花馬の後には子供達が従った。
7月26日には五回、7月27日には七回、拝殿の周囲を回った。この後、花馬は神社前の国道19号線を約40m程、5回ないし7回走らせる放馬の神事が行われていたが、交通量が増えるに従って取りやめられた。
7月27日の本祭には獅子舞が出るが、乳児を獅子に咬んでもらうと健康に育つと言われている。
また、花馬から花を取って畑に挿せば、野菜に虫が付かないと言われており、祭りの参加者による花の奪い合いは壮観である。

### 虫送り
過去には、祭りが終わった翌日の7月28日に、虫送りが行われていた。
家や土蔵を払い清めた後に、シンクイムシ・ノミ・ハエ・コクゾウムシなどの虫を捕らえて米粒とともに紙に包み、捻って葉の付いた竹の枝に結び付けた。
竹には色短冊を付けて飾りつけ、これを諏訪神社へ持っていってお祓いを受けた後に、子供達が雨乞橋から木曽川へ流していたが、山口ダムの出現によって、川の流れに変化が出て、竹の投棄は公害を生ずるおそれがあるということから、
昭和32年(1957年)を最後に、この行事は消滅した。

## 境内
神楽殿、拝殿、粟島神社がある。

### 社叢
この社叢の植生は特徴的で、岐阜県と長野県境という内陸寒冷地に位置するにもかかわらず、アラカシやサカキ等の暖帯性の樹木が生育している。
これは、この社叢が地下水の湧き出る場所にあるため、植物にとって大切な根の周りの温度が一定以下にならないためだと考えられている。
また、植生ばかりでなく珍木である「シダレエノキ」が存在することもこの社叢の価値を高めている。
大正14年（1925年）に、ここを訪れた松本女子師範学校の教諭が、この木を見て、「天下に類をみない珍種であり天然記念物に指定すべきである」と当時の内務省に申請したという逸話も残っている。
これらの理由によって社叢は、かつては長野県の天然記念物に指定されていたが、
当地は、平成17年(2005年)2月13日に岐阜県へ越県合併したため、平成18年(2006年)9月5日に岐阜県の天然記念物に指定された。

## 粟嶋神社

### 祭神
主神
- 少彦名命

配神
- 天照皇太神
- 誉田別命
- 倉稲魂命
- 大山祗命

### 歴史
明治42年(1909年)、社殿は、神社統合の際に、下山口にあった「猿投神社」を移転改築したものである。
この神社は相殿として、天照皇太神・誉田別命・倉稲魂命・少彦名命・大山祗命を合祀している。
粟嶋信仰は、婦人病に効験ありとされており、特に安産の神、子宝の神として更には縁結びの神として崇められている。

### 祭礼
4月3日に行われており、安産につながることを意味して、底の無い竹柄杓が参拝者から奉納される。
また山口地区の伝統芸能保存会の子供たちによる奏楽・巫女の神楽が奉納されている。

## 関連リンク
- 上山口の諏訪神社社叢　岐阜県公式ホームページ
- 諏訪神社詳細　岐阜県神社庁